# Metrykant
Metrykant (pisarz kanclerza, łac. praefectus metricarum) – w siedemnasto- i osiemnastowiecznej Polsce urzędnik prowadzący księgi kancelarii króla, zwane metrykami.